# 中華民國公共圖書館系統
中華民國公共圖書館劃分為4個層級，分別是國立、直轄市立、縣（市）立、鄉（鎮、市）立。國家圖書館則因任務特殊，非名列公共圖書館。
國立公共圖書館有國立公共資訊圖書館、國立臺灣圖書館等2間，為教育部所屬；直轄市立公共圖書館有6間，其中除高雄市立圖書館為獨立的行政法人營運外，餘皆由各直轄市文化局或教育局管轄；縣（市）級圖書館有16間，由縣政府文化處或教育處管理；鄉（鎮、市、區）立圖書館339所、分館115所。全國公立公共圖書館總共562間（2007年數目）。2006年館藏總數2771萬冊（件、種），其中包括：圖書2645萬冊、期刊4.7萬種、報紙4,352種、非書資料96.7萬件、電子資源2.6萬種、其他21.7萬種，圖書館工作人員總數為1萬餘人。

## 國立公共圖書館
- 國立臺灣圖書館，為中華民國三級機構，隸屬中華民國教育部，位於新北市中和區，無設立分館。圖書館藏書181萬冊。
- 國立公共資訊圖書館，為中華民國三級機構，隸屬中華民國教育部，總館位於臺中市南區，並有2間分館位於中興新村與黎明新村。整體圖書館系統藏書137萬冊。

## 地方公立圖書館

### 直轄市立公共圖書館
- 臺北市立圖書館，為臺北市政府教育局所屬機構，由1間總館、44間分館、11間民眾閱覽室、3間借還書工作站、5間書閣、7間智慧圖書館及8座全自動借書站，合共79處組成，整個圖書館系統藏書872萬冊，其中總館藏書50萬冊[2]。

- 新北市立圖書館，為新北市政府文化局附屬機關，共有1座總館與110座分館（其中一般分館63座、親子分館3座、圖書閱覽室33座、親子圖書閱覽室2座、智慧圖書館2座、青少年圖書館1座、文史館1座），整個圖書館系統藏書947萬冊，其中新建的新北市立圖書館總館藏書71萬冊[3][4]。

- 桃園市立圖書館，為桃園市政府文化局附屬機關，桃園市立圖書館系統由1總館與40所分館（含閱覽室4所）組成。整個圖書館系統藏書325萬冊，其中總館館藏44萬冊，而興建中的桃園市立圖書館新總館預計藏書100萬冊[2]。

- 臺中市立圖書館，為臺中市政府文化局附屬機關，由營運中之43所分館及2所文化中心圖書館組成。臺中市政府已規劃在水湳經貿園區興建臺中綠美圖，並將於該處設立臺中市立圖書館新總館。整個圖書館系統藏書509萬冊，而新建的臺中市立圖書館總館落成後，預計藏書70萬冊[2]。

- 臺南市立圖書館之主管單位為臺南市政府文化局。臺南市公共圖書館系統由文化局轄下的4所圖書館，以及37區區公所管理的39所區圖書館組成。新總館位於臺南市永康區康橋大道255號，2020年12月25日試營運，2021年1月2日正式開幕。整個圖書館系統藏書391萬冊，而臺南市立圖書館新館舍落成後，藏書預計至少達到50萬冊以上[2]。

- 高雄市立圖書館，為獨立的行政法人機構，由董事會決策營運方向，受高雄市政府監督。高雄市立圖書館由營運中的1所總館和58所分館組成，另外還有7輛行動圖書館。整個圖書館系統藏書598萬冊，其中新建的高雄市立圖書館總館藏書100萬冊[2]。

### 縣市立公共圖書館

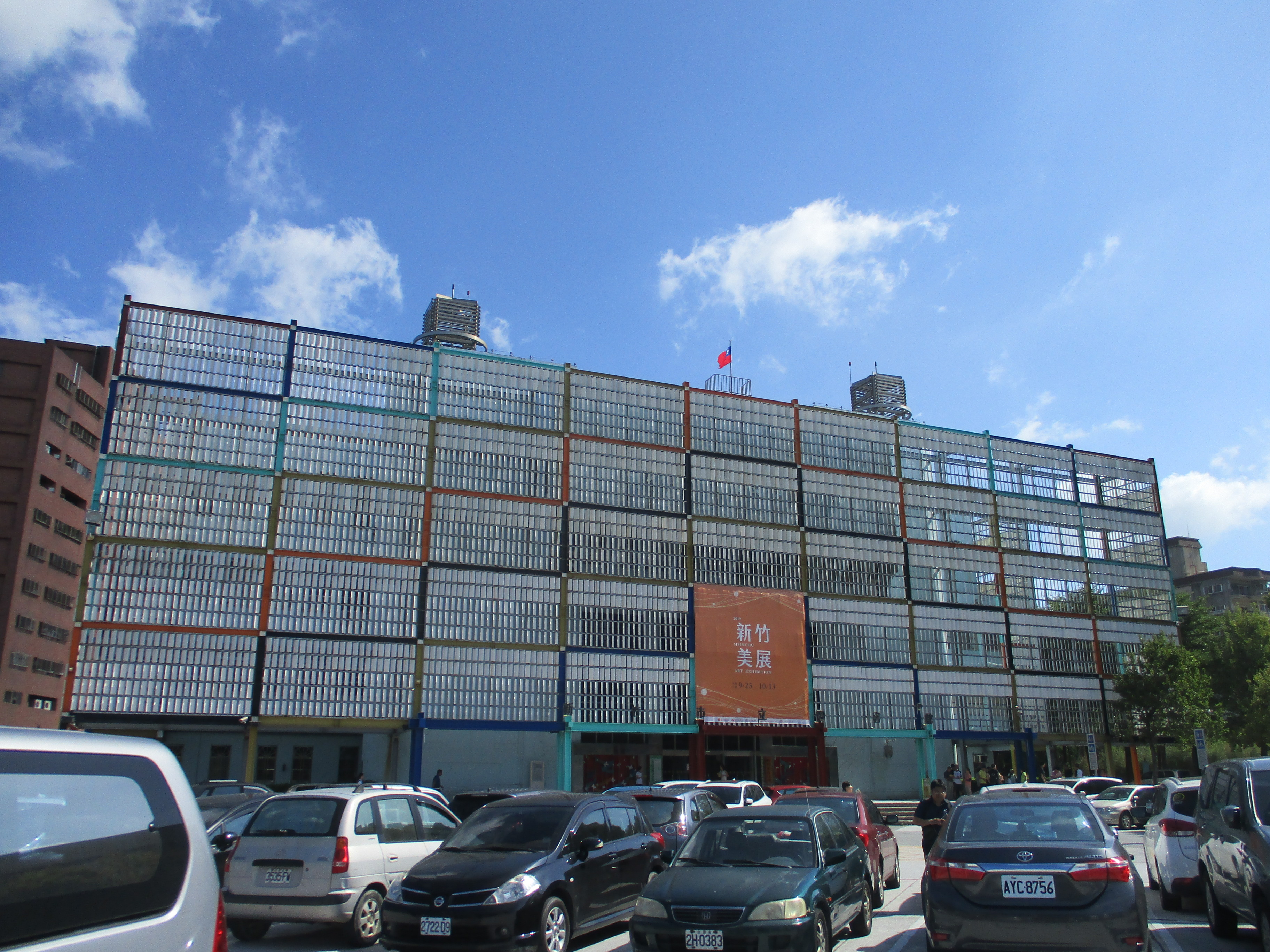
新竹市文化局圖書館總館

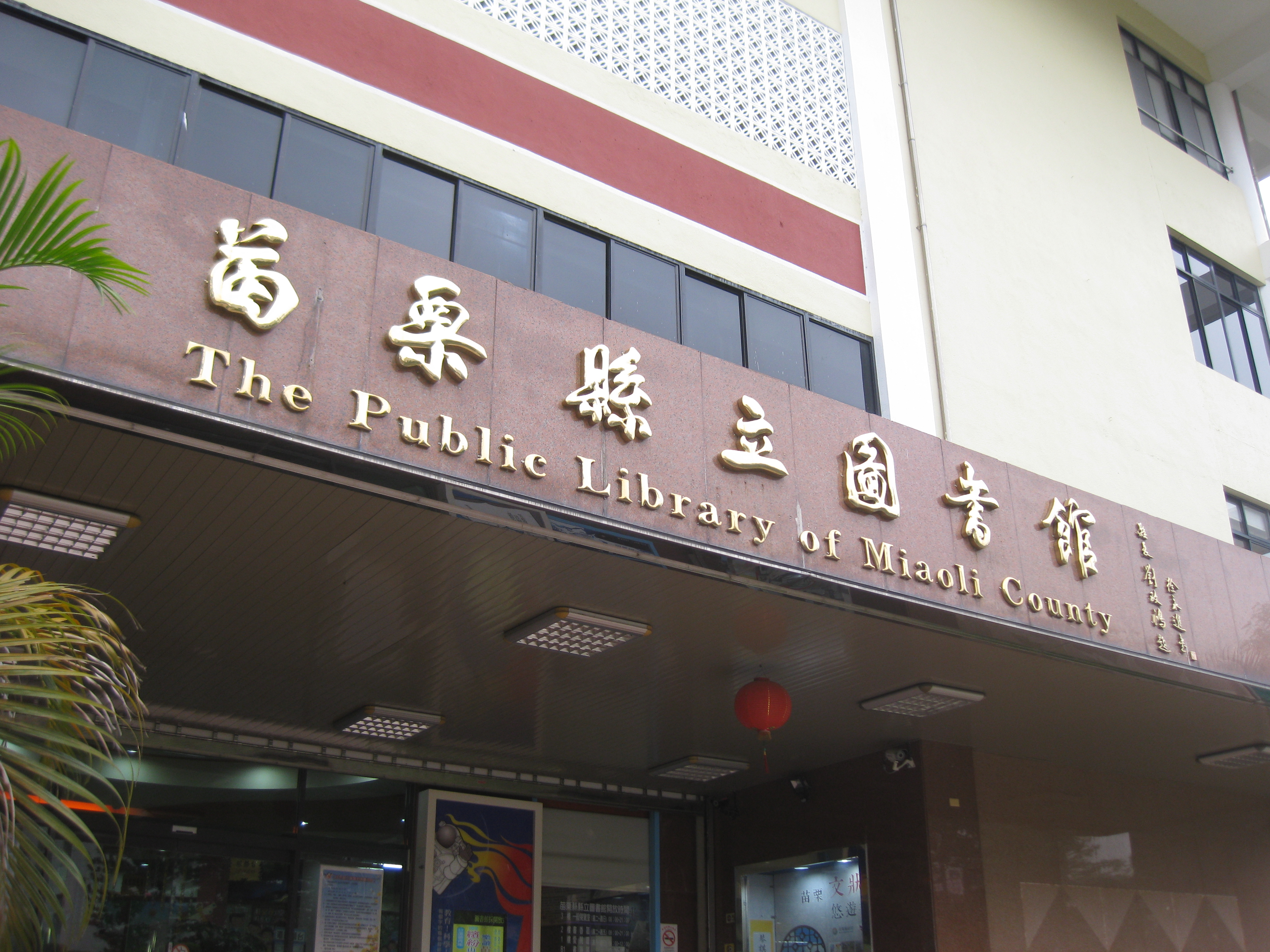
苗栗縣立圖書館

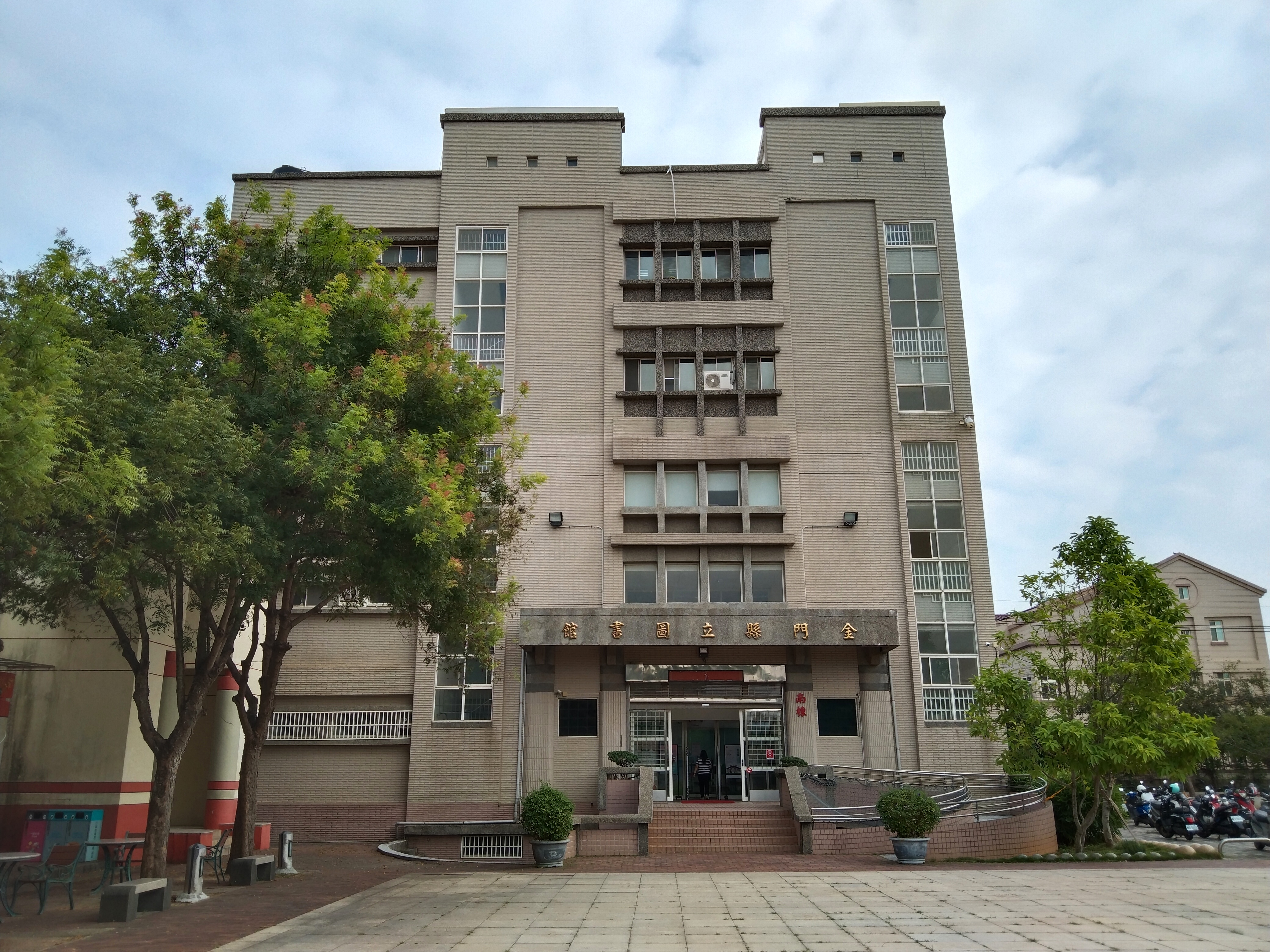
金門縣立圖書館

- 基隆市公共圖書館
- 宜蘭縣政府文化局圖書館
- 新竹市公共圖書館
- 新竹縣政府文化局圖書館
- 苗栗縣立圖書館
- 彰化縣文化局圖書館
- 南投縣政府文化局圖書館
- 雲林縣政府文化處圖書館
- 嘉義市政府文化局圖書館
- 嘉義縣政府教育處圖書館（嘉義縣圖書館）
- 屏東縣立圖書館總館
- 花蓮縣文化局圖書館
- 臺東縣政府文化處圖書館
- 澎湖縣文化局圖書館（澎湖縣圖書館）
- 金門縣文化局圖書館
- 連江縣政府文化處圖書館

### 鄉鎮市立圖書館
- 宜蘭縣公共圖書館列表
- 新竹縣公共圖書館列表
- 苗栗縣公共圖書館列表
- 彰化縣公共圖書館列表
- 南投縣公共圖書館列表
- 雲林縣公共圖書館列表
- 嘉義縣公共圖書館列表
- 屏東縣公共圖書館列表
- 花蓮縣公共圖書館列表
- 臺東縣公共圖書館列表
- 澎湖縣公共圖書館列表
- 金門縣公共圖書館列表
- 連江縣公共圖書館列表

### 直轄市山地原住民區圖書館
- 桃園市復興區立圖書館
- 臺中市和平區立圖書館
- 高雄市那瑪夏區立圖書館
- 高雄市茂林區立圖書館
- 高雄市桃源區立圖書館

## 外部連結
- 公共圖書館統計系統（页面存档备份，存于）
- 國家圖書館 全國圖書館調查統計系統（页面存档备份，存于）